# Aglia melaina
Aglia melaina är en fjärilsart som beskrevs av Gross. 1897. Aglia melaina ingår i släktet Aglia och familjen påfågelsspinnare. Inga underarter finns listade i Catalogue of Life.